# Железнодорожная ветка Голицыно — Звенигород

## История
Разговоры о строительстве этой дороги шли ещё во времена, когда А. П. Чехов работал в Звенигороде врачом. Однако строительство началось лишь после Октябрьской революции, в 20-е годы XX века. Поначалу была сооружена небольшая ветка для вывоза дров из леса (шла она от Голицына приблизительно к деревне Хлюпино). В 1925 году была сооружена линия до Звенигорода, а годом позже, в 1926 году, был открыт остановочный пункт Хлюпино. В 1933 году открыта платформа Школьная (Захарово). Платформа Скоротово открыта в 1951 году.
Линия была построена как узкоколейка (хотя и сразу была переложена стандартной колеёй 1524 мм), за счёт чего поезд (паровоз с двумя-тремя пригородными вагонами) от Голицына до Звенигорода шёл около часа. Поначалу прямых поездов до Москвы не было, они появились в середине 30-х (в расписании за 1935 год уже есть 3 пары прямых поездов от Москвы). В 1950 году линия Голицыно — Звенигород была электрифицирована и реконструирована (во многих местах просто переложена заново), благодаря чему путь в Москву стал занимать всего час-полтора.